# Karl von Scherzer

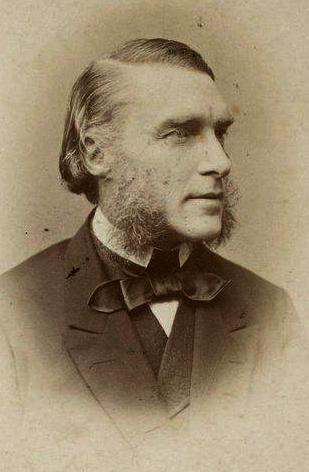
Karl von Scherzer els anys 1870

Karl Ritter von Scherzer (a vegades escrit Carl, Viena, 1 de maig de 1821 - Gorizia, 19 de febrer de 1903) va ser un explorador, diplomàtic i científic austríac.
Karl von Scherzer començà a treballar com a impressor. Amb tot la seva riquesa familiar li va permetre de fer molts viatges. Més endavant va tenir un paper destacat a la Revolució de 1848 a Àustria i hagué d'exiliar-se a Itàlia el 1850. Va ser allà on Scherzer conegué Moritz Wagner i tots dos junts van viatjar per les parts central i septentrional del continent americà i també a les Antilles entre 1852 i 1855. Tornà a Viena a mitjan 1855 i, amb el suport de l'arxiduc Maximilià, esdevingué membre del grup de científics que viatjarien a bord de la fregata SMS Novara pegant la volta al món. Després del seu retorn el 1859 entrà com a conseller de la cambra de comerç. Tingué aleshores un despatx a l'oficina d'afers exteriors i fou encarregat de recopilar les estadístiques comercials de l'imperi. Arran del mèrit de les seves publicacions Scherzer fou nomenat cavaller el 1866. Durant l'any 1869 va capitanejar una expedició a l'Àsia oriental, i després va servir com a cònsol a diverses ciutats com ara Esmirna a Turquia. El 1886 Scherzer es va jubilar.

## Obres
- Reisen in Nordamerika in den Jahren 1852 und 1853 escrit amb Moritz Wagner (1854)
- Las Historias del origen de los Indios de Guatemala, par el R. P. F. Francisco Ximenes (1856).
- Wanderungen Durch die Mittel-Amerikanischen Freistaaten Nicaragua, Honduras und San Salvador (1857).
- Reise der öesterreichischen Fregatte Novara um die Erde, in den Jahren 1857 - 1859 (Narrative of the circumnavigation of the globe by the Austrian frigate Novarra, tres volums (1861-1862)
- Aus dem Natur- und Völkerleben im tropischen Amerika (1864)
- Statistisch-commerzielle Ergebnisse einer Reise um die Erde, unternommen an Bord der österreichischen Fregatte Novara in den Jahren 1857-1859 (1867)
- Fachmannische Berichte über die Osterreichische-Ungarische Expedition nach Siam, China und Japan (1868-1871) (1872)
- Smyrna (1873)
- Das wirthschaftliche Leben der Völker. Ein Handbuch über Production und Consum (1885)